# 小島勇司
小島 勇司（こじま ゆうじ、1979年 - ）は、日本の音楽家。プロのジャズ・サクソフォーン奏者。

## 人物・来歴
岐阜県各務原市在住。ジャズサックス奏者。作曲家。数々のご当地ソングの作詞・作曲を手掛ける、ご当地ソングアーティストとしても活躍。
名古屋音楽大学卒業。卒業後はヤマハ音楽教室勤務。ティーンズミュージックフェスティバルでは、審査員などを務めた。
2007年6月に各務原市の新名産である各務原キムチのイメージソング「キムチの気持ち」、2007年12月には愛知県弥富市の名産の弥富金魚のキャラクターきんちゃんのイメージソング「近所の金魚は弥富のきんちゃん」を制作。
それ以前には、ファイナルファンタジーの楽曲制作を手がけている植松伸夫が主催したアレンジコンテストで3度の優秀賞を受賞した。
2008年1月より、地元のコミュニティFMのFMわっちの番組ジモうたっ!で、ご当地ソング・企業ソングの制作ディレクター兼メイン・パーソナリティーとして登場。同年渡米し、ニューヨーク、ニューオリンズに滞在し本場のジャズを学び、2009年に帰国。
岐阜県岐阜市の柳ケ瀬商店街のゆるキャラ「やなな」をデザイン・企画する。やななは2009年ゆるキャラランキング、全国600体中総合1位に輝く。
2012年ぎふ清流国体公式ソング、選考委員。平成22年度岐阜市芸術文化奨励賞受賞。2010年NHKNHK岐阜放送開局７０周年記念テーマソングを制作。
平成23年よりこども向けジャズバンド「ラブル～☆」を結成し、全国の幼稚園・保育園・小中学校等で公演を行う。
平成28年にキッズジャズバンド「リトルバードジャズオーケストラ」を立ち上げ指導にあたる。

## 制作 ご当地ソング
- 『キムチの気持ち』 -　岐阜県各務原市の各務原キムチの公式イメージソング
- 『近所の金魚は弥富のきんちゃん』 - 弥富金魚の公式イメージソング
- 『くるくるロックンロール』 - 小倉ロールケーキの公式イメージソング
- 『やさしい風が吹く街で』 - いなべ市イメージソング
- 『桜回廊 ～恋の道～』 - 岐阜県各務原市の桜回廊のイメージソング
- 『FantaG（ファンタ・ジー）』 - FC岐阜の応援ソング
- 『柳ケ瀬ルンバ』 - 岐阜市柳ケ瀬の公式イメージソング
- 『さるぼぼ☆サルサ』 - 飛騨のさるぼぼイメージソング
- 『名古屋ブギウギ』 - 名古屋イメージソング
- 『グルグルぎふグルメ』 - NHK岐阜開局70周記念ソング
- 『LONG BEACH LOVE』- 滋賀県長浜市のイメージソング
- 『せとこま＠ワンダーランド』- せと狛犬プロジェクトイメージソング
- 『ぎふde食べまSHOW!』- 岐阜市地産地消の歌
- 『 だいすき！やおつの歌』- 岐阜市八百津町の歌

## 制作 企業ソング
- あなたのハートにヒューマネット/株式会社ヒューマネット（ジモうたっ! 制作）
- ちらし屋音頭/株式会社ちらし屋ドットコム（ジモうたっ! 制作）
- 走れ! タイヤ屋さん/有限会社いなり大垣（ジモうたっ! 制作）
- 株式会社FUJITEK
- エアコンセンター株式会社（ニッポン放送ラジオCM放送）
- 株式会社オノテック（テレビ愛知CM放送）
- 株式会社ロマンティア（メモワールイメージソング）
- 花創人テーマソング

## その他
- 恋するキラリズム（株式会社きらりプロモーション）
- ママさんコンチェルト（岐阜mamウインドアンサンブル）
- 各務原キムチフランクの歌
- ギュー牛づめの歌
- 孔明飯店の唐揚げの歌